# 富岡証券
富岡証券（とみおかしょうけん）は、群馬県富岡市および藤岡市に店舗におく対面営業の証券会社。

## 沿革
- 1930年（昭和5年）- 松井株式店として創業
- 1944年（昭和19年）- 富岡証券株式会社設立
- 1948年（昭和23年）- 証券業者登録
- 1968年（昭和43年）- 免許制移行に伴い免許取得
- 1988年（昭和63年）- 藤岡営業所を開設
- 1998年（昭和10年）- 金融システム改革のための関係法律施行に伴い証券業登録
- 2007年（平成19年）- 金融商品取引法施行に伴いみなし登録

## 店舗
- 本店 - 群馬県富岡市七日市889-2
- 藤岡営業所 - 群馬県藤岡市藤岡885-21

## 群馬県の地場証券
- ぐんぎん証券 - 2016年に設立。群馬銀行を親会社とする銀行系証券。県内3本支店2駐在事務所。